# ギャラガ'88
『ギャラガ'88』（ギャラガエイティエイト）は、ナムコが開発し1987年12月より稼働開始したアーケード用固定画面シューティングゲーム。北米ではアタリが発売元となっている。TurboGrafx-16移植版は『Galaga '90』、ゲームギア移植版は『ギャラガ'91』のタイトルで発売された。
『ギャラクシアン』（1979年）、『ギャラガ』（1981年）、『ギャプラス』（1984年）と続くシューティングゲームの一作で、後にUGSFシリーズの一作として扱われるようになった。

## ゲーム内容

### システム
1981年にリリースした『ギャラガ』で好評であった「デュアルファイター」のシステムを発展させた作品となっている。本作では2機合体であった「デュアルファイター」を超える3機合体の「トリプルファイター」のシステムを導入しており、キャラクターサイズは「デュアル」と同一のままショットが3連装になるためより強力な攻撃が可能となる。また「トリプル」の状態で被弾すると「デュアル」に戻されるが、残機があれば再び「トリプル」に戻すことが可能である。
ゲーム開始時に自機をシングル、デュアルにするかを選択する。選択するとゲーム開始。ステージに登場する敵をショットで倒していき、全ての敵を倒すとステージクリア。
前作同様、自機のストックを全て失った状態でミスするか、その状態で最後の1機がボスに捕獲された場合はゲームオーバーとなる。基板の設定によってはシリーズ初のコンティニューが可能であるが、27面以降はコンティニューそのものができない。

### ステージ構成
ギャラガシリーズでは初めて宇宙空間以外の背景が描かれており、それぞれ異なる戦場で戦うことになる。通常では固定画面でのシューティングゲームだが、縦スクロールするステージや、ボスキャラクターと戦う場面もある。ただし、これらのステージでも『ギャラガ』と同様自機は左右にしか動けない。
ステージ1・2　宇宙ステーション
ステージ4 - 6　氷の惑星
ステージ8 - 10　惑星表面　シリーズ初の縦スクロールがあり、スクロールが停止した時に編隊やボスが出現する。
ステージ11 - 13　隕石群
ステージ15 - 17　宇宙墓場　同社『ボスコニアン』を彷彿とさせる背景が登場する。
ステージ19 - 21　火星　※「かせい」ではなく「ひぼし」と読む。
ステージ23 - 25　惑星ギャラガ　アーケード版では現在のディメンションよりも1つ下のディメンションに登場した敵キャラクターも現れる。
ステージ27 - 29　惑星ギャラガ表面　縦スクロールステージ。ディメンションによって背景が異なり、ステージ29で各ディメンションの最終ボスと戦う。

### ディメンション・ワープ
ギャラクティック・ダンシング終了時に、それ以前のステージのどこかに隠されているカプセルを2個持っていると、次の次元（ディメンション）にワープすることができる。高次元になればなるほど強力な敵が出てくるために難易度は高くなるが、得点は高くなるので高いスコアを狙える。なお、アーケード版では1-10終了時に強制的にディメンション2へワープさせられる。
PCエンジン版はディメンション4までだが、アーケード版ではディメンション5まである。ディメンション5では複数の新種族ギャラガが同時に登場するために非常に難易度が高い。
ディメンションによってギャラクティック・ダンシングのパターンも変化する。
全29面終了時に、次元によって変化する4つのエンディングが用意されている。PCエンジン版ではディメンションに応じて勲章が表示される（裏面はなし）。

### ギャラクティック・ダンシング
3・7・14・18・22・26ステージにて始まる、シリーズ作品での「チャレンジングステージ」にあたるもの。このステージでは、BGMに合わせて画面上で動き回る敵をできるだけ多く倒すのが目的。全ての敵（40機）を倒すとパーフェクトとなる。
このステージでレバーもボタンも全く操作しないと、シークレットボーナスが入る。
前作とは違って5機ずつ短時間に繰り返し現れたり、ボスが1機だけで飛んでくる場合もある。
破壊によって画面内から敵がいなくなったときに敵全滅ボーナスとして高得点が与えられるため、各編隊を全滅させるだけでなく連続して敵が出現する場所や最初に出現即破壊を繰り返すと全滅ボーナスを何度も取ることができる場所がある。

### パワーアップシステム
デュアルファイター、トリプルファイターになる方法は以下の通り。デュアル、トリプルとも方法は全く同じである。またゲームスタート時に最初の機体をシングルかデュアルのどちらかで出撃するか選択できる。デュアルで出撃した場合は残機ストックが1少なくなる。また復活時はコンティニュー時も含めて全てシングルでの再出撃となる。
1. ボスギャラガのトラクタービームを受け、捕虜になる。
2. 捕虜を連れてきたボスギャラガが飛んできたらショットで倒す。
3. 救出された戦闘機と合体する。合体は自動で行われ、戦闘も一時中断される。また合体した際には若干の無敵時間が発生する。

例外的にトリプルファイターとなる方法として、トリプルファイターカプセルを取るとシングル、デュアルいずれの状態からも一気にトリプルファイターとなる。トリプルファイターカプセルは4-15（アーケード版のみ）と各ディメンションのステージ25の最後の敵が出す。ただし最後の敵が以下の条件に該当する場合や、最後の敵とファイターが接触した場合は出現しない。
1. そのステージでカプセルが2回以上出ていない状態での合体ゴエイ
2. 分裂ギャラガの1 - 3匹を打ち漏らしによる消滅
3. 弾を1発以上当てたニンが画面下で消滅
4. 総攻撃で時間をかけ過ぎて画面上部に逃走

デュアル、トリプルの状態でダメージを受けて自機が1機破壊されても戦闘は中断されない。なお、その際に若干の無敵時間が発生するため、複数の機体が同時に破壊されることはない。

## 敵キャラクター
発売前の販促チラシでは前作の敵を「従来の種族」、新たに登場する敵を「新種族」として区分している。ただし本作では前作と同じグラフィックの敵軍が登場しない（タイトル画面・ランキング表示画面でボスギャラガが横切るのみ）ため、全てが新種族と捉えることもできる。

### 従来のギャラガ軍
ディメンションごとにグラフィックパターンが異なる（アーケード版4種類、PCエンジン版2種類）が基本的な動きは同じ。ただしステージ15を境にザコとゴエイのパターンが変化する。いずれも旧作のギャラガ軍とは全く異なる姿だが、ディメンション4の敵軍が比較的近い形をしている。
ボス
前作同様、2発撃たないと倒せない。トラクタービームを発射し、自機を捕虜にしようとしてくる。飛行中のボスを倒すと少しの間敵が弾を撃たなくなる。基本的には4機が隊列の最上段にいるが、ディメンション5では2機しかいない。前作では1発撃つと青色になったが、本作では暖色系の色になる。
ゴエイ
ボスの下に待機する。前作のようにボスと一緒に飛来はしてこないが、総攻撃が近くなると2機が合体して襲い掛かってくる。合体ゴエイを倒すとディメンションワープに必要なカプセルを出す（スクロールステージ以外の各ステージで1回ずつ）。スクロールステージでは最初から合体した状態で何度も襲い掛かってくる。
ザコ
前作同様基本的には編隊で最も数が多く、画面下で1回転して背後からも体当たりを狙ってくる。ステージ4以降は総攻撃が近くなると4体の分裂ギャラガになり、すべて倒すとボーナス点数が入る。

### 新種族ギャラガ軍
本作から登場する敵で、従来のギャラガ軍に加わる形で隊列に入る。基本的には同じディメンションにしか登場しないが、アーケード版ではスクロールステージなどで別のディメンションにも出現する。グラフィック・色のパターンは4種類（PCエンジン版2種類）あり、ステージごとに変化する。
ドン
ステージ1から登場する新種族で、基本的にはディメンション1に登場（アーケード版ではディメンション2・3のスクロールステージ、2-23 - 2-25、5-27 - 5-29にも登場）。倒すと花火のように爆発する。総攻撃になると爆発と同時に子供4機を吐き出し、すべて倒すとボーナス点が入る（色によって隊列・点数が異なる）。
ニン
ディメンション2から登場。ステージ開始時は卵状の状態で現れ、静止中ともどもこの時は1発で倒せる。飛行パターンは直線的で、静止すると手裏剣状の弾を3発吐き出す。飛行中は3発当てないと倒せないが、1発でも当てると画面下で消滅し、隊列に戻らない。アーケード版ではディメンション5で新種族で唯一全ステージに登場する。
パン
基本はディメンション3に登場するが、アーケード版ではディメンション1・2のスクロールステージにも登場する。ドンに似ているが、弾を撃ち込むと膨らみだす。そのため自機の弾が通りにくくなるばかりか敵弾が陰になりやすくなる強敵。4発当てると倒せる。
カン
ディメンション4から登場（例外的にアーケード版のみ3-29のスクロールステージに登場）。登場時と待機中は硬い体に守られ破壊できない。飛行中に黄色くなった時しか倒すことができないが、他の敵よりも点数が高い。ステージ23からは動きのパターンが代わり、飛行中の無敵時間が長くなって他の敵を倒す際の障害になりやすい。
ビッグギャラガ　
編隊形成時に先頭にいるが、隊列には加わらない。逃げるものと体当たりしてくるものがいる。4発当てると倒せる。グラフィックパターンは3種類（PCエンジン版2種類）。

### 巨大ボスギャラガ
シリーズ初の巨大ボス敵キャラクター。一般的なシューティングゲームでいうところのステージボスに該当する。
クイーンギャラガ
アーケード版の各ディメンションのステージ10に登場。一定の間隔で4発の弾を発射し、通常の敵キャラクター（合体ゴエイ含む）も護衛で攻撃してくる。この時に出てくるボスギャラガを破壊してもクイーンの吐き出す弾だけは止めることができない（後述のキングギャラガも同様）。
キングギャラガ
ステージ29に登場する最終ボス（PCエンジン版のみ、ステージ10にも登場）。ディメンションによって形態が異なるが攻撃方法などはクイーンと同じ。アーケード版ではギャラクティック・ダンシングの後やディメンションワープ時に顔出しがある。PCエンジン版ではそれぞれ「ニョホホボス」「ダイダイボス」「カメハメボス」「ハーイハーイボス」と名づけられていた。
この他、ギャラクシアンに登場したエイリアンなどギャラクティックダンシングにのみ登場する敵や、縦スクロールステージや編隊形成時に現れる障害物（クリスタル、隕石、アメーバ）もいる。

## 移植版
| タイトル                                                          | 発売日                                    | 対応機種                                                 | 開発元             | 発売元         | メディア                                        | 型式                  | 備考               |
| ----------------------------------------------------------------- | ----------------------------------------- | -------------------------------------------------------- | ------------------ | -------------- | ----------------------------------------------- | --------------------- | ------------------ |
| ギャラガ'88 Galaga '90                                            | 1988年7月5日 1989年                       | PCエンジン                                               | ナムコ             | ナムコ NEC-HE  | 2メガビットHuCARD                               | NC63002 TGX002218     |                    |
| ギャラガ'88                                                       | 1990年6月30日                             | X68000                                                   | 電波新聞社         | マイコンソフト | 5インチフロッピーディスク                       | DP-3205016            |                    |
| ギャラガ'91 Galaga 2                                              | 1991年10月25日 1993年                     | ゲームギア                                               | ナウプロダクション | ナムコ セガ    | 1メガビットロムカセット                         | T-14057 2322          |                    |
| Namco Museum: 50th Anniversary ナムコミュージアム アーケードHITS! | 2005年8月30日 2006年1月26日               | PlayStation 2                                            | Digital Eclipse    | ナムコ         | DVD-ROM                                         | SLUS-21164 SLPS-25590 | アーケード版の移植 |
| ギャラガ'88                                                       | 2007年3月20日                             | Wii                                                      |                    |                | ダウンロード （バーチャルコンソール）           | -                     | PCエンジン版の移植 |
| ギャラガ'88                                                       | 2007年5月1日                              | iアプリ                                                  | ウインドリーム     |                | ダウンロード （ナムコ・ゲームス）               | -                     |                    |
| ギャラガ'88                                                       | 2008年2月28日                             | BREW対応端末 （EZアプリ）                                | ウインドリーム     |                | ダウンロード （ナムコEZゲームス）               | -                     |                    |
| ギャラガ'88                                                       | 2008年4月1日                              | Yahoo!ケータイ （S!アプリ）                              | ウインドリーム     |                | ダウンロード （ナムコ・ゲームス）               | -                     |                    |
| ナムコミュージアム バーチャルアーケード                           | 2008年11月4日 2009年5月15日 2009年11月5日 | Xbox 360                                                 |                    |                | DVD-ROM                                         | -                     | アーケード版の移植 |
| ギャラガ'88                                                       | 2009年6月23日                             | Wii                                                      |                    |                | ダウンロード （バーチャルコンソールアーケード） | -                     | アーケード版の移植 |
| ギャラガ'88                                                       | 2011年3月17日                             | PlayStation 3 PlayStation Portable (PlayStation Network) |                    |                | ダウンロード （PCエンジンアーカイブス）         | -                     | PCエンジン版の移植 |
| Galaga 30th Collection                                            | 2011年6月9日                              | iOS                                                      |                    |                | ダウンロード                                    | -                     |                    |
| ナムコミュージアム                                                | 2017年7月28日                             | Nintendo Switch                                          |                    |                | ダウンロード                                    | -                     | アーケード版の移植 |
| ギャラガ'88                                                       | 2023年4月27日                             | PlayStation 4 Nintendo Switch                            | -                  | ハムスター     | ダウンロード （アーケードアーカイブス）         | -                     | アーケード版の移植 |

PCエンジン版
1988年7月15日にPCエンジンのHuカードで発売。発売時のROM容量の都合でアーケード版よりディメンションが1つ減っていたり、ワープ時のカット絵などの細かい演出が削除、スクロールステージの隕石や敵の待機中の配置が変更されるなどの相違点はあるが、ギャラクティック・ダンシングは全て再現されており（一部のディメンションではパターンが入れ替わっていたり、PCエンジン版オリジナルの動きもあるステージもある）、ゲームバランスも改良されてより遊びやすい仕上がりとなった。また、裏技で裏面も遊べる仕様で、難易度の上昇や編隊形成時の動きの変化、背景色の変更、カプセルの種類の追加（連射数や移動スピードのアップ、1UP）などが盛り込まれた。なお裏面では背景の銀河は表面のディメンションと違う色になったり、灰色（アーケード版のディメンション5と同じ）になるステージもある。惑星ギャラガ表面ステージでは一部のディメンションの背景が敵弾に近い色に変更されているため、難しくなっている。
海外出荷のTurboGrafx-16版は、1990年に発売された関係でタイトルが『ギャラガ’90』に変更して発売。
X68000版
1990年6月30日にX68000で発売。アーケード版を忠実に移植したものとX68000独自のアレンジモードを収録。アレンジモードではギャラクティック・ダンシングにナムコのキャラクターが、ナムコのゲームのBGMをアレンジした音楽とともにオリジナルのダンスを披露する。エンディングもアレンジBGMにゲーム効果音を織り交ぜた荘厳な曲が流れながら自機キャラクターが登場。
ゲームギア版
1991年10月25日にゲームギア用に『ギャラガ'91』というタイトルで発売。ステージ数の削減やトリプルファイターに合体できないなど、内容や仕様はゲームギアに合わせて大幅にアレンジされている。
欧州版は『Galaga 2』のタイトルに変更して発売。
PlayStation 2版
2006年1月26日にPlayStation 2用ソフトで発売された『ナムコミュージアム アーケードHITS!』に収録。
バーチャルコンソール版
2007年3月20日より、WiiのバーチャルコンソールにてPCエンジン版を配信（要600Wiiポイント）。
バーチャルコンソールアーケード版
2009年6月23日よりWiiのバーチャルコンソールアーケードにてアーケード版を配信開始（要800Wiiポイント）。
Xbox 360版
2009年11月5日発売のXbox 360用ソフトの『ナムコミュージアム バーチャルアーケード』に収録。
ゲームアーカイブス版
2011年3月17日にゲームアーカイブス（PSP・PS3）にてPCエンジン版を配信開始。
iOS版
2011年6月9日より配信のiOS用アプリ『Galaga 30th Collection』に収録。
Nintendo Switch版
2017年7月28日発売のNintendo Switch用ソフトの『ナムコミュージアム』に収録。
テーブルモードの場合、本体画面を縦にしたプレイも可能。
アーケードアーカイブス版
2023年4月27日よりアーケードアーカイブスの1作品としてPlayStation 4とNintendo Switchにて配信。「こだわり設定」にてゲームスピードの調整が可能。キャラバンモードはステージ1から開始とトリプルファイター状態でディメンション5のステージ27から開始の2種類がある。

## 評価
アーケード版
- ゲーム誌『ゲーメスト』の企画「第2回ゲーメスト大賞」（1987年度）で、読者投票により年間ヒットゲーム28位を獲得している[17]。

- ゲーム本『甦る 20世紀アーケードゲーム大全 Vol.2 アクションゲーム・シューティングゲーム熟成期編』では、『ギャラガ』のゲーム性を継承しながらも、スクロールするステージの存在やボス戦の追加などにより「プレイヤーを飽きさせないように時代に沿った変化が付けられている」と肯定的に評価した[3]。また「ディメンションワープ」に関しては得点稼ぎのために上級者は積極的に行い、難易度が上がるため初級者、中級者はワープしないなど選択が可能であったことを肯定的に評価した[3]。

PCエンジン版
- ゲーム誌『ファミコン通信』の「クロスレビュー」では9・8・8・8の合計33点でゴールド殿堂を獲得、『PC Engine FAN』の読者投票による「ゲーム通信簿」での評価は以下の通り23.06（満30点）点となっている[4]。なお、この得点は、1993年時点でのPCエンジンソフト全485本中87位である[4]。

| 項目 | キャラクタ | 音楽 | 操作性 | 熱中度 | お買得度 | オリジナリティ | 総合  |
| 得点 | 4.09       | 4.08 | 3.89   | 3.82   | 3.79     | 3.39           | 23.06 |

- ゲーム本『懐かしゲーム機大百科 PCエンジン完全ガイド 1987-1999』では、高次元へのワープに関してプレイヤーの技量に合わせてステージ選択ができるため、「難易度調整ができる懐の広さを持っていた」と肯定的に評価した[16]。その他、アーケード版と比較して一部演出が削除されていることを指摘しているが、難易度が低下しているためプレイしやすくなっている点を肯定的に評価した[16]。

ゲームギア版
- 4Gamer.netの早苗月 ハンバーグ食べ男は、ゲームギア版の解像度の低さを指摘しつつも、ファミコン版『ギャラガ』や、SG-1000用ソフト『セガ・ギャラガ』に負けない完成度だと評価している[2]。